# Bataille de Maroun al-Ras
Conflit israélo-libanais de 2006
Batailles
- Bataille de Maroun al-Ras
- Bataille de Bint Jbeil
- Bataille d'Ayta ash-Shab
- Raid de Tyr
- Bataille de Marjayoun

La bataille de Maroun al-Ras est livrée lors du Conflit israélo-libanais de 2006, dans le sud du Liban à un kilomètre de la frontière avec Israël, dans la petite ville Maroun al-Ras qui constituait un bastion du Hezbollah.
Les Israéliens entrent dans la ville le 19 juillet 2006, et pendant plusieurs jours, une compagnie de parachutistes, une section de chars de combat et une unité de reconnaissance affrontent le Hezbollah et le Amal dans un combat urbain à l'issue indécise.